# Sulcacis fronticornis
Sulcacis fronticornis es una especie de coleóptero de la familia Ciidae.

## Distribución geográfica
Habita en Eurasia.